# Bramme
Eine Bramme ist ein Halbzeug aus gegossenem Stahl, Aluminium oder Kupfer, dessen Breite und Länge ein Mehrfaches seiner Dicke beträgt. Brammen werden durch Gießen und ggf. anschließendem Walzen hergestellt und dienen oft als Vormaterial für Bänder und Bleche.

## Herstellung

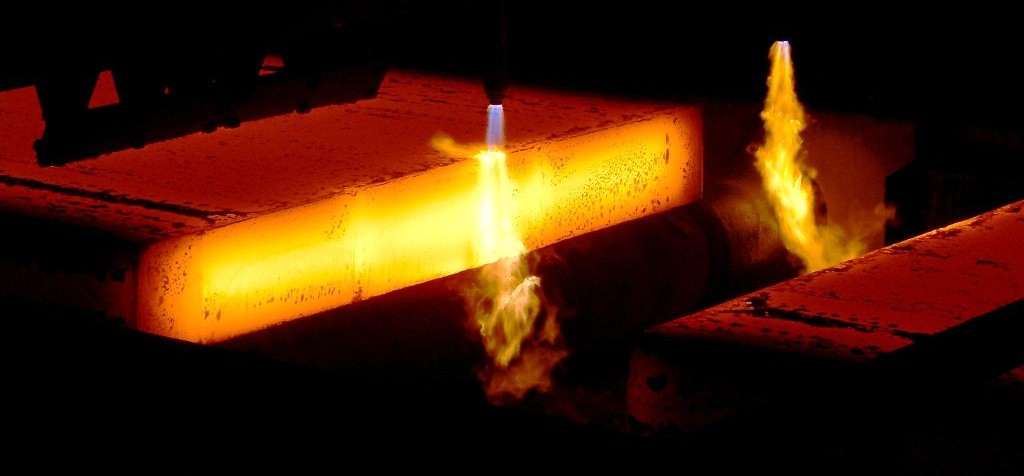
Trennschnitt einer Stranggussbramme

Stranggussbrammen werden durch kontinuierliches Gießen in einer bodenlosen wassergekühlten Kokille hergestellt. Für alle dafür geeigneten Sortimente ist Stranggießen die bevorzugte Herstellmethode.
Die ursprüngliche, heute nur noch für spezielle Werkstoffe angewendete Methode der Brammenherstellung ist das Gießen im fallenden oder steigenden Guss in stehende Kokillen. Die gegossenen Brammen haben eine konische Form, um sie aus der Kokille entfernen („strippen“) zu können. Anschließend können diese Brammen durch Walzen in Block- bzw. Brammenwalzwerken in eine prismatische Form überführt werden, die Walzbrammen.

## Abmessungen
Die Dimensionen einer Bramme richten sich nach dem Fertigungsverfahren und den Abmessungen des gewünschten Produkts.
- Für Bänder entspricht ihre Breite in etwa der Bandbreite, da die Bramme längs gewalzt wird. Stärke und Länge hängen vom gewünschten Gewicht des Bandes ab.  Gekürzt werden Brammen oft durch das Abbrennen in einer Abbrennmaschine oder das Schneiden mit einer Trennscheibensäge.
- Die Länge von Brammen für Grobbleche wird durch die Ballenbreite der Blechwalzwerke begrenzt, da die Bramme quer angestochen und in den ersten Stichen auf die geforderte Blechbreite gewalzt wird. Anschließend wird sie um 90° gedreht und auf die Solldicke gewalzt.

## Brammen als Kunstobjekt
Im Ruhrgebiet wurden zwei als Bramme bezeichnete Objekte als rohe und minimalistisch-massive Skulpturen und Industriedenkmal aufgestellt, nämlich die Bramme für das Ruhrgebiet auf der Schurenbachhalde in Essen und Rheinorange an der Mündung der Ruhr in den Rhein bei Duisburg.

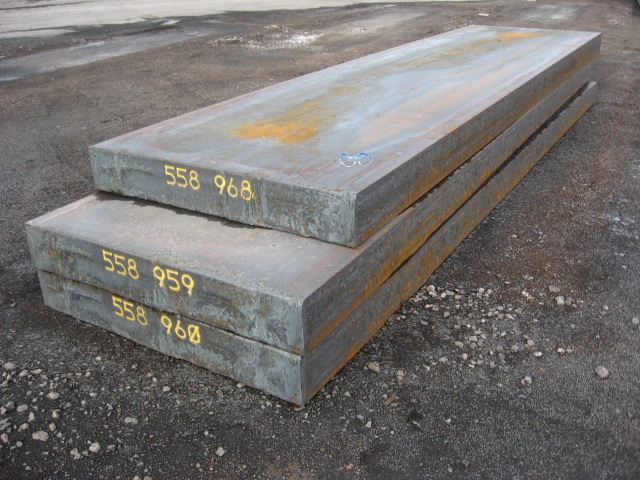
Stahlbrammen
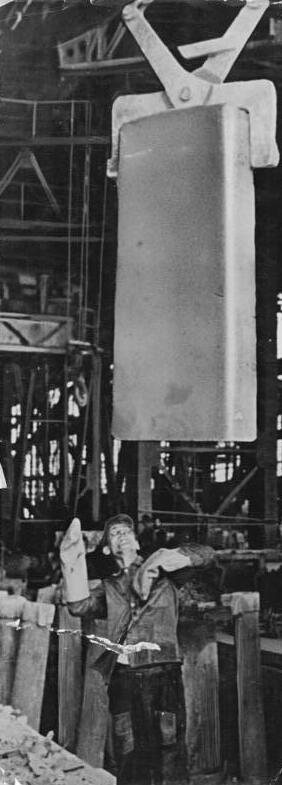
Transport einer Bramme, 1952
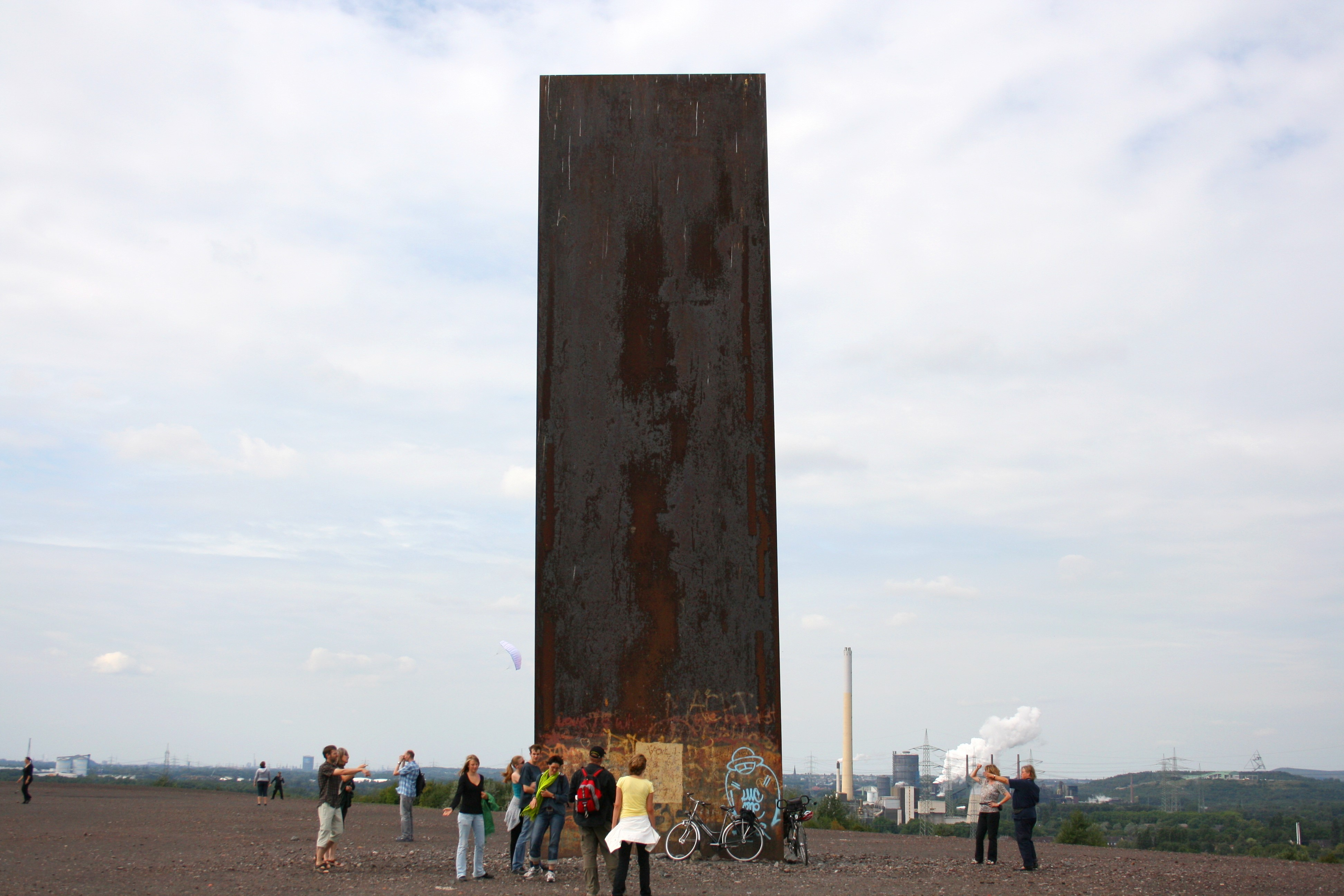
Die Bramme für das Ruhrgebiet auf der Schurenbachhalde, Essen
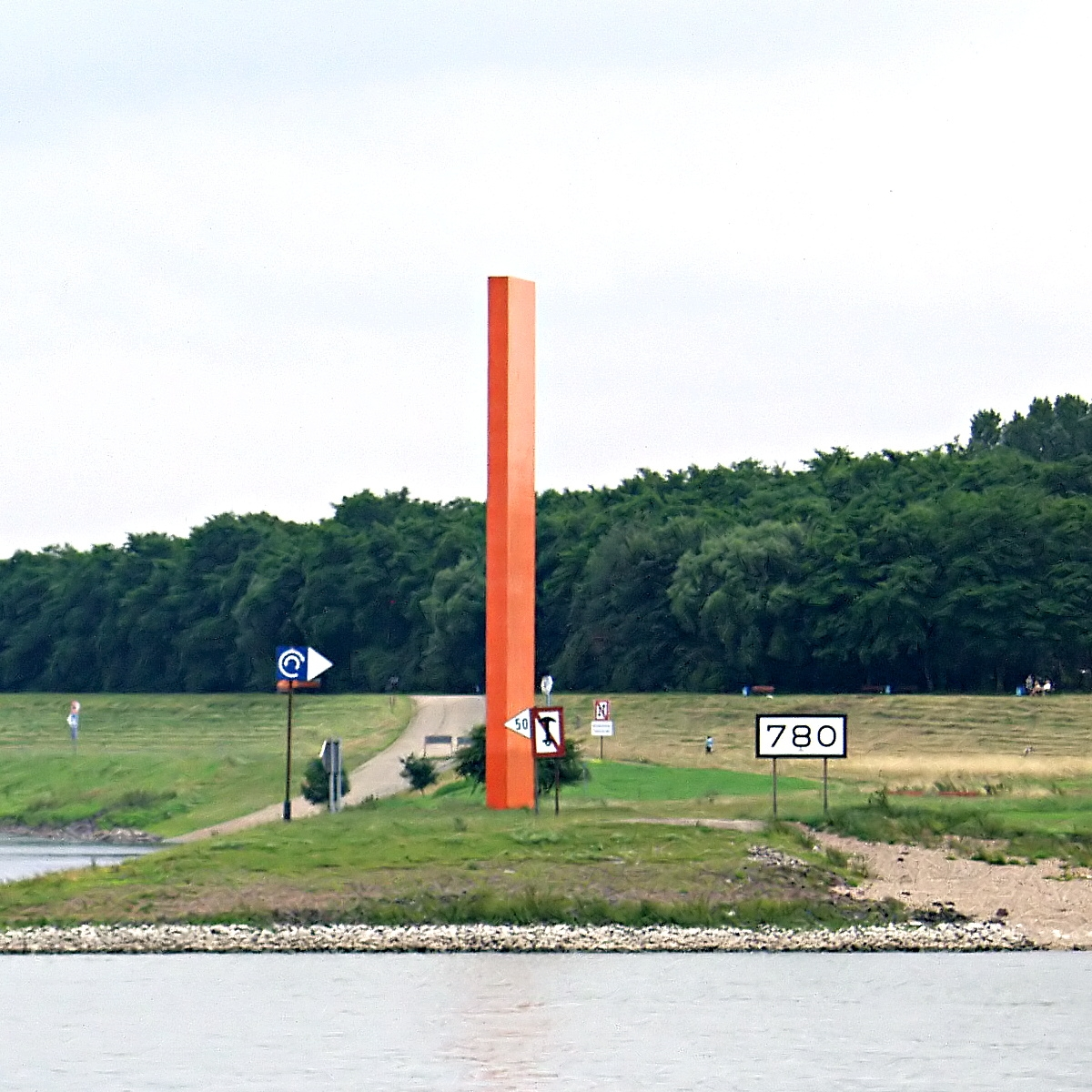
Skulptur Rheinorange in Duisburg
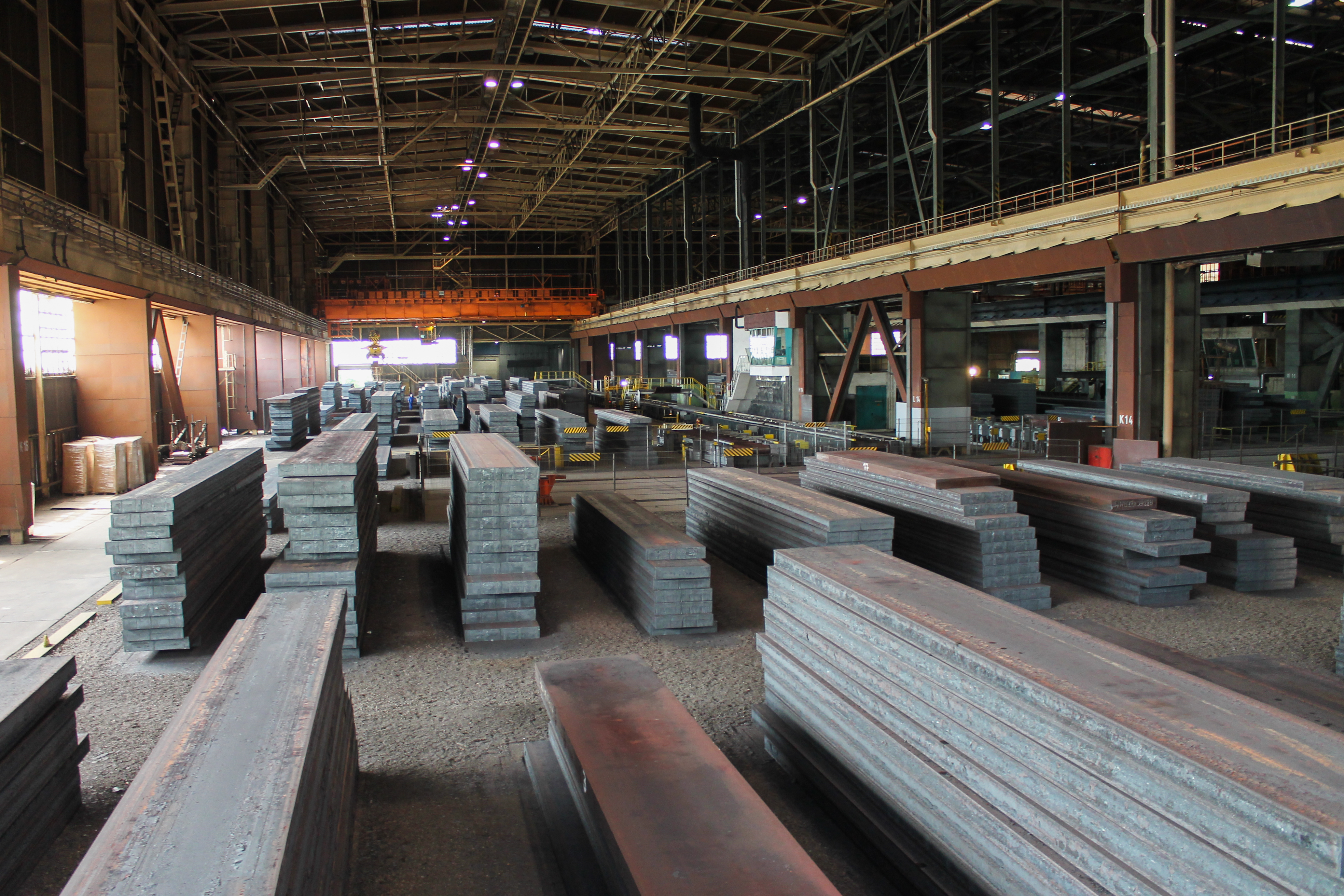
Brammenlager von ArcelorMittal Eisenhüttenstadt